# مخصصات مساحة المزرعة
إن مخصصات مساحة المزرعة ، بموجب أحكام قانون دعم أسعار السلع الأساسية ، هو حصتها ، بناءً على إنتاجها السابق ، من المساحة الوطنية اللازمة لإنتاج إمدادات كافية من محصول معين. بموجب مشروع قانون المزرعة لعام 2002 (PL 101-171 ، الباب الأول) ، لا تنطبق المخصصات المزروعة على السلع المغطاة أو الفول السوداني أو السكر. بعد ذلك ، تم إلغاء المخصصات والحصص ودعم الأسعار للتبغ ابتداء من عام 2005 (PL 108-357 ، الباب السادس).